# Jürgen Kohler
Jürgen Kohler, nemški nogometaš in trener, * 6. oktober 1965, Lambsheim, Zahodna Nemčija.
Kohler je v nemški ligi igral za klube SV Waldhof Mannheim, 1. FC Köln, Bayern München in Borussia Dortmund, ter v Serie A za Juventus. Z Bayernon je postal nemški državni prvak v sezoni 1989/90, z Borussio pa v sezonah 1995/96, 2001/02 ter v sezoni 1996/97 prvak Lige prvakov. Z Juventusom je osvojil naslov italijanskega državnega prvaka v sezoni 1994/95, v isti sezoni pa tudi italijanski pokal.
Za nemško reprezentanco je nastopil na svetovnih prvenstvih v letih 1990, 1994 in 1998 ter evropskih prvenstvih v letih 1988, 1992 in 1996. Leta 1990 je z reprezentanco osvojil naslov svetovnega prvaka, leta 1996 evropskega prvaka in leta 1992 evropskega podprvaka. Skupno je za reprezentanco odigral 105 uradnih tekem in dosegel dva gola.